# لورن ویال
لورن ویال (انگلیسی: Laurent Vial؛ زادهٔ ۹ سپتامبر ۱۹۵۹) دوچرخه‌سوار اهل سوئیس است.
وی در مسابقات کشوری و بین‌المللی در مجموع برندهٔ ۱ مدال نقره شده‌است.